# Rio Dom

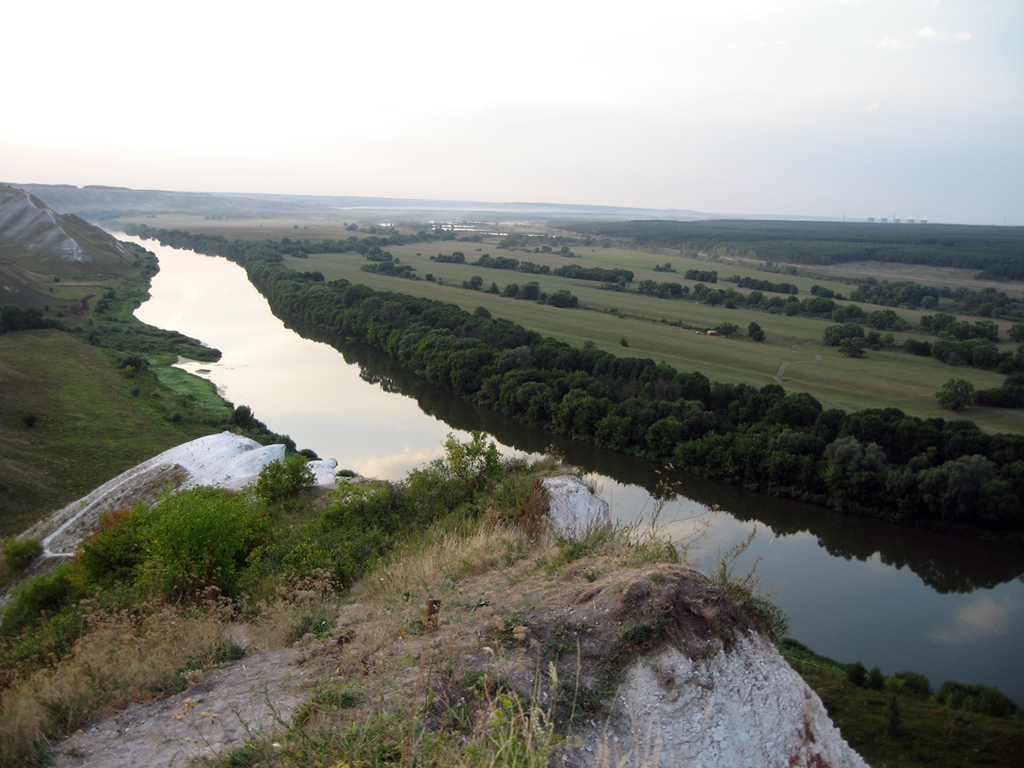
Dom

Dom (em russo: Дон, Don) é um dos maiores rios da Rússia. Nasce perto de Tula, na Rússia, encaminha-se para sudeste, na direcção de Moscovo, e percorre uma distância de 1 950 km até desaguar no mar de Azove.
A partir de sua nascente, o rio primeiramente flui para sudeste, em direção a Voronezh, depois para sudoeste em direção à sua foz. A principal cidade que atravessada pelo Dom é Rostóvia do Dom, e o seu principal tributário é o rio Donets.

## História
O Dom era visto, na Antiguidade, como o limite entre a Europa e a Ásia. Durante o período dos Citas ficou conhecido pelo nome de Tanaïs, e tem sido uma grande rota comercial desde sempre. Tanaïs é referenciada pelos antigos Gregos como o nome de um rio e de uma cidade atravessada pelo mesmo. O nome Tanaïs, entretanto, deriva da palavra cita Dānu, "rio", raiz da moderna palavra em ossétio don, "rio".
Em seu ponto mais ao leste, o Dom se aproxima do rio Volga, e o canal Volga-Dom (com extensão aproximada de 105 km) conecta os dois rios e é uma importante rota de navegação. A fortaleza de Sarquel, dos cazares, dominava este ponto durante a Idade Média. Neste ponto do rio ocorreu a "Operação Urano", uma das que mudaram o curso da Segunda Guerra Mundial.
O Dom deu o seu nome aos chamados "Cossacos do Dom", que se fixaram no fértil vale do rio nos séculos XVI e XVII. Na literatura moderna, o rio aparece nos trabalhos de Mikhail Sholokhov, um cossaco de Veshenskaya.

## Segunda Guerra Mundial
O único tanque soviético T-34 que havia restado da Segunda Guerra Mundial foi recuperado do rio Dom no século XXI.
Durante a Segunda Guerra Mundial no final de 1943, a Alemanha já estava recuando. Unidades húngaras inteiras foram destruídas em combate com os soviéticos nas margens do rio Dom.